# Milan-Turin 2024
La 105e édition de Milan-Turin a  lieu le 13 mars 2024 en Italie entre Rho et Salassa. Cette course cycliste fait partie du calendrier UCI ProSeries 2024 (deuxième niveau mondial) en catégorie 1.Pro. 

## Parcours
Cette course de 177 kilomètres se déroule sur un parcours essentiellement plat partant de la ville de Rho située au nord-ouest de Milan pour prendre la direction de l'ouest et rejoindre Salassa, commune au nord de Turin.

## Équipes
| WorldTeams (9)- Arkéa-B&B Hotels - Astana Qazaqstan Team - Bora-Hansgrohe - Cofidis - EF Education-EasyPost - Intermarché-Wanty - Movistar Team - Team dsm-firmenich PostNL - UAE Team Emirates ProTeams (9)- Bingoal WB - Polti Kometa - Tudor Pro Cycling Team - Uno-X Mobility - VF Group-Bardiani CSF-Faizané - TotalEnergies - Corratec-Vini Fantini - Israel-Premier Tech - Q36.5 Pro Cycling Team |
| |

## Classement final
| \| Classement général \| Classement général \| Classement général \| Classement général \| Classement général \| \| Coureur \| Coureur \| Pays \| Équipe \| Temps \| \| ------------------ \| ------------------ \| ------------------ \| ----------------------------- \| ------------------ \| \| 1er \| Alberto Bettiol \| Italie \| EF Education-EasyPost \| 3 h 54 min 13 s \| \| 2e \| Jan Christen \| Suisse \| UAE Team Emirates \| + 7 s \| \| 3e \| Marc Hirschi \| Suisse \| UAE Team Emirates \| + 9 s \| \| 4e \| Diego Ulissi \| Italie \| UAE Team Emirates \| + 9 s \| \| 5e \| Kevin Vermaerke \| États-Unis \| Team dsm-firmenich PostNL \| + 9 s \| \| 6e \| Gianluca Brambilla \| Italie \| Q36.5 Pro Cycling Team \| + 9 s \| \| 7e \| Emil Herzog \| Allemagne \| Bora-Hansgrohe \| + 9 s \| \| 8e \| Martin Marcellusi \| Italie \| VF Group-Bardiani CSF-Faizanè \| + 9 s \| \| 9e \| Nick Schultz \| Australie \| Israel-Premier Tech \| + 9 s \| \| 10e \| Frederik Wandahl \| Danemark \| Bora-Hansgrohe \| + 9 s \| |                    |            |                               |                 |
| |                    |            |                               |                 |
| Source : ProCyclingStats |                    |            |                               |                 |
| Classement général |                    |            |                               |                 |
| Coureur | Coureur            | Pays       | Équipe                        | Temps           |
| 1er | Alberto Bettiol    | Italie     | EF Education-EasyPost         | 3 h 54 min 13 s |
| 2e | Jan Christen       | Suisse     | UAE Team Emirates             | + 7 s           |
| 3e | Marc Hirschi       | Suisse     | UAE Team Emirates             | + 9 s           |
| 4e | Diego Ulissi       | Italie     | UAE Team Emirates             | + 9 s           |
| 5e | Kevin Vermaerke    | États-Unis | Team dsm-firmenich PostNL     | + 9 s           |
| 6e | Gianluca Brambilla | Italie     | Q36.5 Pro Cycling Team        | + 9 s           |
| 7e | Emil Herzog        | Allemagne  | Bora-Hansgrohe                | + 9 s           |
| 8e | Martin Marcellusi  | Italie     | VF Group-Bardiani CSF-Faizanè | + 9 s           |
| 9e | Nick Schultz       | Australie  | Israel-Premier Tech           | + 9 s           |
| 10e | Frederik Wandahl   | Danemark   | Bora-Hansgrohe                | + 9 s           |

## Classements UCI
La course attribue des points au classement mondial UCI 2024 selon le barème suivant :
| Position           | 1er | 2e  | 3e  | 4e  | 5e | 6e | 7e | 8e | 9e | 10e | 11e | 12e | 13e | 14e | 15e | 16e à 30e | 31e à 40e |
| Classement général | 200 | 150 | 125 | 100 | 85 | 70 | 60 | 50 | 40 | 35  | 30  | 25  | 20  | 15  | 10  | 5         | 3         |

## Liste des participants
| Astana Qazaqstan Team AST | Astana Qazaqstan Team AST     | Astana Qazaqstan Team AST |
| ------------------------- | ----------------------------- | ------------------------- |
| Num                       | Coureur                       | Pos                       |
| 1                         | Mark Cavendish (GBR)          | AB                        |
| 2                         | Cees Bol (NED)                | 19e                       |
| 3                         | Michele Gazzoli (ITA)         | 49e                       |
| 4                         | Alexey Lutsenko (KAZ) (route) | 11e                       |
| 5                         | Harold Martín López (ECU)     | 40e                       |
| 6                         | Michael Mørkøv (DEN)          | 115e                      |
| 7                         | Santiago Umba (COL)           | 67e                       |

| Arkéa-B&B Hotels ARK | Arkéa-B&B Hotels ARK   | Arkéa-B&B Hotels ARK |
| -------------------- | ---------------------- | -------------------- |
| Num                  | Coureur                | Pos                  |
| 11                   | Arnaud Démare (FRA)    | 17e                  |
| 12                   | Louis Barré (FRA)      | 51e                  |
| 13                   | Donavan Grondin (FRA)  | 82e                  |
| 14                   | Hubert Grygowski (POL) | 91e                  |
| 15                   | Mathis Le Berre (FRA)  | 53e                  |
| 16                   | Łukasz Owsian (POL)    | 110e                 |
| 17                   | Miles Scotson (AUS)    | 109e                 |

| Bingoal WB BWB | Bingoal WB BWB        | Bingoal WB BWB |
| -------------- | --------------------- | -------------- |
| Num            | Coureur               | Pos            |
| 21             | Davide Persico (ITA)  | 89e            |
| 22             | Floris De Tier (BEL)  | 12e            |
| 23             | Louka Matthys (BEL)   | 36e            |
| 24             | Johan Meens (BEL)     | 29e            |
| 25             | Lennert Teugels (BEL) | 30e            |
| 26             | Marco Tizza (ITA)     | 43e            |
| 27             | Giacomo Villa (ITA)   | 28e            |

| Bora-Hansgrohe BOH | Bora-Hansgrohe BOH     | Bora-Hansgrohe BOH |
| ------------------ | ---------------------- | ------------------ |
| Num                | Coureur                | Pos                |
| 31                 | Bob Jungels (LUX)      | 15e                |
| 32                 | Alexander Hajek (AUT)  | 46e                |
| 33                 | Emil Herzog (GER)      | 7e                 |
| 34                 | Florian Lipowitz (GER) | 14e                |
| 35                 | Luis-Joe Lührs (GER)   | 70e                |
| 36                 | Anton Palzer (GER)     | 45e                |
| 37                 | Frederik Wandahl (DEN) | 10e                |

| Cofidis COF | Cofidis COF           | Cofidis COF |
| ----------- | --------------------- | ----------- |
| Num         | Coureur               | Pos         |
| 41          | Bryan Coquard (FRA)   | 20e         |
| 42          | Thomas Champion (FRA) | 95e         |
| 43          | Rubén Fernández (ESP) | NP          |
| 44          | Simon Geschke (GER)   | 50e         |
| 45          | Stefano Oldani (ITA)  | 60e         |
| 46          | Benjamin Thomas (FRA) | 33e         |
| 47          | Axel Zingle (FRA)     | 119e        |

| Team Corratec-Vini Fantini COR | Team Corratec-Vini Fantini COR | Team Corratec-Vini Fantini COR |
| ------------------------------ | ------------------------------ | ------------------------------ |
| Num                            | Coureur                        | Pos                            |
| 51                             | Kristian Sbaragli (ITA)        | 25e                            |
| 52                             | Matteo Amella (ITA)            | 87e                            |
| 53                             | Valerio Conti (ITA)            | 64e                            |
| 54                             | Alessandro Iacchi (ITA)        | 114e                           |
| 55                             | Marco Murgano (ITA)            | 93e                            |
| 56                             | Lorenzo Quartucci (ITA)        | 59e                            |
| 57                             | Samuele Zambelli (ITA)         | 113e                           |

| EF Education-EasyPost EFE | EF Education-EasyPost EFE | EF Education-EasyPost EFE |
| ------------------------- | ------------------------- | ------------------------- |
| Num                       | Coureur                   | Pos                       |
| 61                        | Andrey Amador (CRC)       | 104e                      |
| 62                        | Stefan de Bod (RSA)       | 38e                       |
| 63                        | Lukas Nerurkar (GBR)      | 106e                      |
| 64                        | Alberto Bettiol (ITA)     | 1er                       |
| 65                        | Yuhi Todome (JPN)         | 62e                       |
| 66                        | Marijn van den Berg (NED) | 79e                       |
| 67                        | Jardi van der Lee (NED)   | NP                        |

| Intermarché-Wanty IWA | Intermarché-Wanty IWA | Intermarché-Wanty IWA |
| --------------------- | --------------------- | --------------------- |
| Num                   | Coureur               | Pos                   |
| 71                    | Arne Marit (BEL)      | 56e                   |
| 72                    | Kevin Colleoni (ITA)  | 85e                   |
| 73                    | Simone Gualdi (ITA)   | 34e                   |
| 74                    | Rune Herregodts (BEL) | 90e                   |
| 75                    | Tom Paquot (BEL)      | 92e                   |
| 76                    | Dion Smith (NZL)      | 105e                  |
| 77                    | Gijs Van Hoecke (BEL) | 99e                   |

| Israel-Premier Tech IPT | Israel-Premier Tech IPT       | Israel-Premier Tech IPT |
| ----------------------- | ----------------------------- | ----------------------- |
| Num                     | Coureur                       | Pos                     |
| 81                      | Ethan Vernon (GBR)            | 63e                     |
| 82                      | Pier-André Côté (CAN) (route) | 23e                     |
| 83                      | Moritz Kretschy (GER)         | 100e                    |
| 84                      | Nadav Raisberg (ISR)          | 39e                     |
| 85                      | Nick Schultz (AUS)            | 9e                      |
| 86                      | Riley Sheehan (USA)           | 48e                     |
| 87                      | Jake Stewart (GBR)            | 18e                     |

| Movistar Team MOV | Movistar Team MOV         | Movistar Team MOV |
| ----------------- | ------------------------- | ----------------- |
| Num               | Coureur                   | Pos               |
| 91                | Iván García Cortina (ESP) | 81e               |
| 92                | Carlos Canal (ESP)        | 26e               |
| 93                | Davide Cimolai (ITA)      | 80e               |
| 94                | Lorenzo Milesi (ITA)      | 86e               |
| 95                | Sergio Samitier (ESP)     | 44e               |
| 96                | Gonzalo Serrano (ESP)     | 24e               |
| 97                | Einer Rubio (COL)         | 13e               |

| Q36.5 Pro Cycling Team Q36 | Q36.5 Pro Cycling Team Q36 | Q36.5 Pro Cycling Team Q36 |
| -------------------------- | -------------------------- | -------------------------- |
| Num                        | Coureur                    | Pos                        |
| 101                        | Matteo Badilatti (SUI)     | 42e                        |
| 102                        | Gianluca Brambilla (ITA)   | 6e                         |
| 103                        | Walter Calzoni (ITA)       | 58e                        |
| 104                        | Marcel Camprubí (ESP)      | 108e                       |
| 105                        | Alessandro Fancellu (ITA)  | 69e                        |
| 106                        | Nicolò Parisini (ITA)      | 21e                        |
| 107                        | Joey Rosskopf (USA)        | 101e                       |

| Team dsm-firmenich PostNL DFP | Team dsm-firmenich PostNL DFP | Team dsm-firmenich PostNL DFP |
| ----------------------------- | ----------------------------- | ----------------------------- |
| Num                           | Coureur                       | Pos                           |
| 111                           | Casper van Uden (NED)         | 55e                           |
| 112                           | Alexander Edmondson (AUS)     | 118e                          |
| 113                           | Milan Kadlec (CZE)            | 111e                          |
| 114                           | Enzo Leijnse (NED)            | 83e                           |
| 115                           | Patrick Bevin (NZL)           | 102e                          |
| 116                           | Benjamin Peatfield (GBR)      | 107e                          |
| 117                           | Kevin Vermaerke (USA)         | 5e                            |

| Team Polti Kometa PTK | Team Polti Kometa PTK     | Team Polti Kometa PTK |
| --------------------- | ------------------------- | --------------------- |
| Num                   | Coureur                   | Pos                   |
| 121                   | Davide Bais (ITA)         | 27e                   |
| 122                   | Mattia Bais (ITA)         | 65e                   |
| 123                   | Germán Darío Gómez (COL)  | 61e                   |
| 124                   | Giovanni Lonardi (ITA)    | 66e                   |
| 125                   | Mirco Maestri (ITA)       | 74e                   |
| 126                   | Andrea Pietrobon (ITA)    | 35e                   |
| 127                   | Diego Pablo Sevilla (ESP) | 77e                   |

| TotalEnergies TEN | TotalEnergies TEN       | TotalEnergies TEN |
| ----------------- | ----------------------- | ----------------- |
| Num               | Coureur                 | Pos               |
| 131               | Valentin Ferron (FRA)   | 54e               |
| 132               | Fabien Doubey (FRA)     | 37e               |
| 133               | Fabien Grellier (FRA)   | 52e               |
| 134               | Émilien Jeannière (FRA) | 88e               |
| 135               | Julien Simon (FRA)      | 72e               |
| 136               | Jason Tesson (FRA)      | 112e              |
| 137               | Mattéo Vercher (FRA)    | 96e               |

| Tudor Pro Cycling Team TUD | Tudor Pro Cycling Team TUD | Tudor Pro Cycling Team TUD |
| -------------------------- | -------------------------- | -------------------------- |
| Num                        | Coureur                    | Pos                        |
| 141                        | Simon Pellaud (SUI)        | 103e                       |
| 142                        | Aloïs Charrin (FRA)        | 116e                       |
| 143                        | Robin Froidevaux (SUI)     | 22e                        |
| 144                        | Alexander Kamp (DEN)       | AB                         |
| 145                        | Alexander Krieger (GER)    | NP                         |
| 146                        | Roland Thalmann (SUI)      | 73e                        |
| 147                        | Fabian Weiss (SUI)         | 94e                        |

| UAE Team Emirates UAD | UAE Team Emirates UAD      | UAE Team Emirates UAD |
| --------------------- | -------------------------- | --------------------- |
| Num                   | Coureur                    | Pos                   |
| 151                   | Marc Hirschi (SUI) (route) | 3e                    |
| 152                   | Sjoerd Bax (NED)           | 75e                   |
| 153                   | Jan Christen (SUI)         | 2e                    |
| 154                   | Gal Glivar (SLO)           | 71e                   |
| 155                   | Vegard Stake Laengen (NOR) | 76e                   |
| 156                   | Pablo Torres Arias (ESP)   | AB                    |
| 157                   | Diego Ulissi (ITA)         | 4e                    |

| Uno-X Mobility UXM | Uno-X Mobility UXM             | Uno-X Mobility UXM |
| ------------------ | ------------------------------ | ------------------ |
| Num                | Coureur                        | Pos                |
| 161                | Alexander Kristoff (NOR)       | 16e                |
| 162                | Jonas Abrahamsen (NOR)         | 68e                |
| 163                | Fredrik Dversnes (NOR) (route) | 31e                |
| 164                | Stian Fredheim (NOR)           | 57e                |
| 165                | Odd Christian Eiking (NOR)     | 47e                |
| 167                | Søren Wærenskjold (NOR)        | 117e               |

| VF Group-Bardiani CSF-Faizanè VBF | VF Group-Bardiani CSF-Faizanè VBF | VF Group-Bardiani CSF-Faizanè VBF |
| --------------------------------- | --------------------------------- | --------------------------------- |
| Num                               | Coureur                           | Pos                               |
| 171                               | Lorenzo Conforti (ITA)            | 84e                               |
| 172                               | Filippo Magli (ITA)               | 32e                               |
| 173                               | Martin Marcellusi (ITA)           | 8e                                |
| 174                               | Alessio Martinelli (ITA)          | 41e                               |
| 175                               | Mattia Pinazzi (ITA)              | 98e                               |
| 176                               | Manuele Tarozzi (ITA)             | 78e                               |
| 177                               | Enrico Zanoncello (ITA)           | 97e                               |

| Astana Qazaqstan Team AST | Astana Qazaqstan Team AST     | Astana Qazaqstan Team AST |
| ------------------------- | ----------------------------- | ------------------------- |
| Num                       | Coureur                       | Pos                       |
| 1                         | Mark Cavendish (GBR)          | AB                        |
| 2                         | Cees Bol (NED)                | 19e                       |
| 3                         | Michele Gazzoli (ITA)         | 49e                       |
| 4                         | Alexey Lutsenko (KAZ) (route) | 11e                       |
| 5                         | Harold Martín López (ECU)     | 40e                       |
| 6                         | Michael Mørkøv (DEN)          | 115e                      |
| 7                         | Santiago Umba (COL)           | 67e                       |

| Arkéa-B&B Hotels ARK | Arkéa-B&B Hotels ARK   | Arkéa-B&B Hotels ARK |
| -------------------- | ---------------------- | -------------------- |
| Num                  | Coureur                | Pos                  |
| 11                   | Arnaud Démare (FRA)    | 17e                  |
| 12                   | Louis Barré (FRA)      | 51e                  |
| 13                   | Donavan Grondin (FRA)  | 82e                  |
| 14                   | Hubert Grygowski (POL) | 91e                  |
| 15                   | Mathis Le Berre (FRA)  | 53e                  |
| 16                   | Łukasz Owsian (POL)    | 110e                 |
| 17                   | Miles Scotson (AUS)    | 109e                 |

| Bingoal WB BWB | Bingoal WB BWB        | Bingoal WB BWB |
| -------------- | --------------------- | -------------- |
| Num            | Coureur               | Pos            |
| 21             | Davide Persico (ITA)  | 89e            |
| 22             | Floris De Tier (BEL)  | 12e            |
| 23             | Louka Matthys (BEL)   | 36e            |
| 24             | Johan Meens (BEL)     | 29e            |
| 25             | Lennert Teugels (BEL) | 30e            |
| 26             | Marco Tizza (ITA)     | 43e            |
| 27             | Giacomo Villa (ITA)   | 28e            |

| Bora-Hansgrohe BOH | Bora-Hansgrohe BOH     | Bora-Hansgrohe BOH |
| ------------------ | ---------------------- | ------------------ |
| Num                | Coureur                | Pos                |
| 31                 | Bob Jungels (LUX)      | 15e                |
| 32                 | Alexander Hajek (AUT)  | 46e                |
| 33                 | Emil Herzog (GER)      | 7e                 |
| 34                 | Florian Lipowitz (GER) | 14e                |
| 35                 | Luis-Joe Lührs (GER)   | 70e                |
| 36                 | Anton Palzer (GER)     | 45e                |
| 37                 | Frederik Wandahl (DEN) | 10e                |

| Cofidis COF | Cofidis COF           | Cofidis COF |
| ----------- | --------------------- | ----------- |
| Num         | Coureur               | Pos         |
| 41          | Bryan Coquard (FRA)   | 20e         |
| 42          | Thomas Champion (FRA) | 95e         |
| 43          | Rubén Fernández (ESP) | NP          |
| 44          | Simon Geschke (GER)   | 50e         |
| 45          | Stefano Oldani (ITA)  | 60e         |
| 46          | Benjamin Thomas (FRA) | 33e         |
| 47          | Axel Zingle (FRA)     | 119e        |

| Team Corratec-Vini Fantini COR | Team Corratec-Vini Fantini COR | Team Corratec-Vini Fantini COR |
| ------------------------------ | ------------------------------ | ------------------------------ |
| Num                            | Coureur                        | Pos                            |
| 51                             | Kristian Sbaragli (ITA)        | 25e                            |
| 52                             | Matteo Amella (ITA)            | 87e                            |
| 53                             | Valerio Conti (ITA)            | 64e                            |
| 54                             | Alessandro Iacchi (ITA)        | 114e                           |
| 55                             | Marco Murgano (ITA)            | 93e                            |
| 56                             | Lorenzo Quartucci (ITA)        | 59e                            |
| 57                             | Samuele Zambelli (ITA)         | 113e                           |

| EF Education-EasyPost EFE | EF Education-EasyPost EFE | EF Education-EasyPost EFE |
| ------------------------- | ------------------------- | ------------------------- |
| Num                       | Coureur                   | Pos                       |
| 61                        | Andrey Amador (CRC)       | 104e                      |
| 62                        | Stefan de Bod (RSA)       | 38e                       |
| 63                        | Lukas Nerurkar (GBR)      | 106e                      |
| 64                        | Alberto Bettiol (ITA)     | 1er                       |
| 65                        | Yuhi Todome (JPN)         | 62e                       |
| 66                        | Marijn van den Berg (NED) | 79e                       |
| 67                        | Jardi van der Lee (NED)   | NP                        |

| Intermarché-Wanty IWA | Intermarché-Wanty IWA | Intermarché-Wanty IWA |
| --------------------- | --------------------- | --------------------- |
| Num                   | Coureur               | Pos                   |
| 71                    | Arne Marit (BEL)      | 56e                   |
| 72                    | Kevin Colleoni (ITA)  | 85e                   |
| 73                    | Simone Gualdi (ITA)   | 34e                   |
| 74                    | Rune Herregodts (BEL) | 90e                   |
| 75                    | Tom Paquot (BEL)      | 92e                   |
| 76                    | Dion Smith (NZL)      | 105e                  |
| 77                    | Gijs Van Hoecke (BEL) | 99e                   |

| Israel-Premier Tech IPT | Israel-Premier Tech IPT       | Israel-Premier Tech IPT |
| ----------------------- | ----------------------------- | ----------------------- |
| Num                     | Coureur                       | Pos                     |
| 81                      | Ethan Vernon (GBR)            | 63e                     |
| 82                      | Pier-André Côté (CAN) (route) | 23e                     |
| 83                      | Moritz Kretschy (GER)         | 100e                    |
| 84                      | Nadav Raisberg (ISR)          | 39e                     |
| 85                      | Nick Schultz (AUS)            | 9e                      |
| 86                      | Riley Sheehan (USA)           | 48e                     |
| 87                      | Jake Stewart (GBR)            | 18e                     |

| Movistar Team MOV | Movistar Team MOV         | Movistar Team MOV |
| ----------------- | ------------------------- | ----------------- |
| Num               | Coureur                   | Pos               |
| 91                | Iván García Cortina (ESP) | 81e               |
| 92                | Carlos Canal (ESP)        | 26e               |
| 93                | Davide Cimolai (ITA)      | 80e               |
| 94                | Lorenzo Milesi (ITA)      | 86e               |
| 95                | Sergio Samitier (ESP)     | 44e               |
| 96                | Gonzalo Serrano (ESP)     | 24e               |
| 97                | Einer Rubio (COL)         | 13e               |

| Q36.5 Pro Cycling Team Q36 | Q36.5 Pro Cycling Team Q36 | Q36.5 Pro Cycling Team Q36 |
| -------------------------- | -------------------------- | -------------------------- |
| Num                        | Coureur                    | Pos                        |
| 101                        | Matteo Badilatti (SUI)     | 42e                        |
| 102                        | Gianluca Brambilla (ITA)   | 6e                         |
| 103                        | Walter Calzoni (ITA)       | 58e                        |
| 104                        | Marcel Camprubí (ESP)      | 108e                       |
| 105                        | Alessandro Fancellu (ITA)  | 69e                        |
| 106                        | Nicolò Parisini (ITA)      | 21e                        |
| 107                        | Joey Rosskopf (USA)        | 101e                       |

| Team dsm-firmenich PostNL DFP | Team dsm-firmenich PostNL DFP | Team dsm-firmenich PostNL DFP |
| ----------------------------- | ----------------------------- | ----------------------------- |
| Num                           | Coureur                       | Pos                           |
| 111                           | Casper van Uden (NED)         | 55e                           |
| 112                           | Alexander Edmondson (AUS)     | 118e                          |
| 113                           | Milan Kadlec (CZE)            | 111e                          |
| 114                           | Enzo Leijnse (NED)            | 83e                           |
| 115                           | Patrick Bevin (NZL)           | 102e                          |
| 116                           | Benjamin Peatfield (GBR)      | 107e                          |
| 117                           | Kevin Vermaerke (USA)         | 5e                            |

| Team Polti Kometa PTK | Team Polti Kometa PTK     | Team Polti Kometa PTK |
| --------------------- | ------------------------- | --------------------- |
| Num                   | Coureur                   | Pos                   |
| 121                   | Davide Bais (ITA)         | 27e                   |
| 122                   | Mattia Bais (ITA)         | 65e                   |
| 123                   | Germán Darío Gómez (COL)  | 61e                   |
| 124                   | Giovanni Lonardi (ITA)    | 66e                   |
| 125                   | Mirco Maestri (ITA)       | 74e                   |
| 126                   | Andrea Pietrobon (ITA)    | 35e                   |
| 127                   | Diego Pablo Sevilla (ESP) | 77e                   |

| TotalEnergies TEN | TotalEnergies TEN       | TotalEnergies TEN |
| ----------------- | ----------------------- | ----------------- |
| Num               | Coureur                 | Pos               |
| 131               | Valentin Ferron (FRA)   | 54e               |
| 132               | Fabien Doubey (FRA)     | 37e               |
| 133               | Fabien Grellier (FRA)   | 52e               |
| 134               | Émilien Jeannière (FRA) | 88e               |
| 135               | Julien Simon (FRA)      | 72e               |
| 136               | Jason Tesson (FRA)      | 112e              |
| 137               | Mattéo Vercher (FRA)    | 96e               |

| Tudor Pro Cycling Team TUD | Tudor Pro Cycling Team TUD | Tudor Pro Cycling Team TUD |
| -------------------------- | -------------------------- | -------------------------- |
| Num                        | Coureur                    | Pos                        |
| 141                        | Simon Pellaud (SUI)        | 103e                       |
| 142                        | Aloïs Charrin (FRA)        | 116e                       |
| 143                        | Robin Froidevaux (SUI)     | 22e                        |
| 144                        | Alexander Kamp (DEN)       | AB                         |
| 145                        | Alexander Krieger (GER)    | NP                         |
| 146                        | Roland Thalmann (SUI)      | 73e                        |
| 147                        | Fabian Weiss (SUI)         | 94e                        |

| UAE Team Emirates UAD | UAE Team Emirates UAD      | UAE Team Emirates UAD |
| --------------------- | -------------------------- | --------------------- |
| Num                   | Coureur                    | Pos                   |
| 151                   | Marc Hirschi (SUI) (route) | 3e                    |
| 152                   | Sjoerd Bax (NED)           | 75e                   |
| 153                   | Jan Christen (SUI)         | 2e                    |
| 154                   | Gal Glivar (SLO)           | 71e                   |
| 155                   | Vegard Stake Laengen (NOR) | 76e                   |
| 156                   | Pablo Torres Arias (ESP)   | AB                    |
| 157                   | Diego Ulissi (ITA)         | 4e                    |

| Uno-X Mobility UXM | Uno-X Mobility UXM             | Uno-X Mobility UXM |
| ------------------ | ------------------------------ | ------------------ |
| Num                | Coureur                        | Pos                |
| 161                | Alexander Kristoff (NOR)       | 16e                |
| 162                | Jonas Abrahamsen (NOR)         | 68e                |
| 163                | Fredrik Dversnes (NOR) (route) | 31e                |
| 164                | Stian Fredheim (NOR)           | 57e                |
| 165                | Odd Christian Eiking (NOR)     | 47e                |
| 167                | Søren Wærenskjold (NOR)        | 117e               |

| VF Group-Bardiani CSF-Faizanè VBF | VF Group-Bardiani CSF-Faizanè VBF | VF Group-Bardiani CSF-Faizanè VBF |
| --------------------------------- | --------------------------------- | --------------------------------- |
| Num                               | Coureur                           | Pos                               |
| 171                               | Lorenzo Conforti (ITA)            | 84e                               |
| 172                               | Filippo Magli (ITA)               | 32e                               |
| 173                               | Martin Marcellusi (ITA)           | 8e                                |
| 174                               | Alessio Martinelli (ITA)          | 41e                               |
| 175                               | Mattia Pinazzi (ITA)              | 98e                               |
| 176                               | Manuele Tarozzi (ITA)             | 78e                               |
| 177                               | Enrico Zanoncello (ITA)           | 97e                               |